# I’m a Rainbow
I’m a Rainbow – album amerykańskiej piosenkarki Donny Summer wydany 20 sierpnia 1996 roku w Stanach Zjednoczonych przez wytwórnie Casablanca, Mercury i Chronicles.
Płyta była nagrywana w 1981 roku we współpracy z Giorgiem Moroderem, Pete’em Bellotte’em i Haroldem Faltermeyerem i planowo miała być wydana jesienią tego samego roku jako kolejny album dwupłytowy. David Geffen, szef wytwórni Geffen, z którą Summer była związana w tamtym czasie, nie był jednak przekonany co do kierunku nowych nagrań i wstrzymał wydanie albumu. Ostatecznie materiał został oficjalnie wydany dopiero w 1996 roku nakładem wytwórni Mercury. W międzyczasie kilka utworów z płyty pojawiło się na różnych wydawnictwach: „Highway Runner” i „Romeo” zostały wykorzystane na ścieżkach dźwiękowych do filmów Beztroskie lata w Ridgemont High i Flashdance odpowiednio w 1982 i 1983 roku, natomiast „I’m a Rainbow” i „Don’t Cry for Me Argentina” trafiły na kompilację The Donna Summer Anthology w 1993.

## Lista utworów
1. „I Believe (In You)” (oraz Joe Esposito) – 4:31
2. „True Love Survives” – 3:38
3. „You to Me” – 4:40
4. „Sweet Emotion” – 3:45
5. „Leave Me Alone” – 4:06
6. „Melanie” – 3:40
7. „Back Where You Belong” – 3:53
8. „People Talk” – 4:16
9. „To Turn the Stone” – 4:21
10. „Brooklyn” – 4:36
11. „I’m a Rainbow” – 4:07
12. „Walk On (Keep on Movin’)” – 3:51
13. „Don’t Cry for Me Argentina” – 4:29
14. „A Runner with the Pack” – 4:08
15. „Highway Runner” – 3:29
16. „Romeo” – 3:19
17. „End of the Week” – 3:39
18. „I Need Time” – 4:24